# Andreas Gercken den yngre
 Der er flere personer med dette navn, se Andreas Gercken den ældre.
Andreas Gercken den yngre (døbt 2. juli 1710 – begravet 9. maj 1754 i København) var en dansk stenhugger, fætter til Didrick Gercken.
Han var søn af sten- og billedhugger Andreas Gercken den ældre og Hedevig Sophie von Prangen, men fik ikke en lige så stor praksis. Hans bevarede værker viser ham som en solid og rutineret stenhugger.
Han var trolovet (gift?) med Marie Elisabeth Schiønning.

## Værker
- Portalen på Isenbergs Gård, nu Kunstforeningen, Gammel Strand 48/Læderstræde 15, København (1750-51, opført 1750 af Philip de Lange)
- Sten- og billedhuggerarbejde på Løvenskiolds Palæ (nu Schacks Palæ, Amalienborg)
- Epitafium over Gregorius Klauman, Holmens Kirke (1748)
- Dekorationer på Ledreborgs pavillonbygninger (1750, sammen med Jacob Fortling)